# Elaine Horseman
Elaine Horseman, geborene Elaine Hall, (* 23. November 1925 in Lichfield, Staffordshire; † April 1999 in Bristol) war eine britische Schriftstellerin und Lehrerin. Sie veröffentlichte in den 1960er Jahren drei Kinderbücher, die von den Erlebnissen mehrerer Kinder mit einem Zauberbuch handeln.

## Leben
Elaine Horseman war die Tochter von Olive E. Bowey und Harold Hall, einem Chorvikar, und wuchs als zweitältestes Kind von neun Geschwistern in einfachen Verhältnissen auf. Sie besuchte die Friary School in Lichfield, studierte an der University of Birmingham und unterrichtete ab 1944 an einer Grundschule in Shenstone, Staffordshire. 1950 heiratete sie den Rechneranwendungsingenieur Leslie A. Horseman, mit dem sie ins nahegelegene Bristol zog und zwei Söhne bekam: Stephen Thomas und Christopher Michael. Bis 1962 arbeitete Elaine Horseman als Grundschullehrerin an der Henleaze School in Bristol und widmete sich danach ausschließlich dem Schreiben ihrer Bücher.

## Werk
Elaine Horseman begann mit dem Verfassen von Kurzgeschichten, als sie schon über 30 Jahre alt war. Erste Anerkennung erhielt sie mit der Ausstrahlung ihrer Short Story "The Almond Tree" in der Morgensendung des BBC Home Service. Ihr Debütroman Hubble's Bubble war ein großer Erfolg in England und wurde in den späten 1960er Jahren sowohl in Deutschland als auch in Frankreich, Schweden, Dänemark, Finnland, Spanien und Portugal veröffentlicht. Ein viertes Hubble-Buch, The Hubble's Winter Magic, wurde aufgrund einer Erkrankung der Schriftstellerin nicht mehr beendet.

### Die Hubble-Trilogie
Hauptschauplatz der drei Romane ist eine fiktive kleine Domstadt namens Stoweminster. Hier leben der zwölfjährige  naturwissenschaftsbegeisterte Alarich und seine Schwester, die achtjährige, etwas störrische Sarah Hubble, in einem großen Haus aus dem 16. Jahrhundert, direkt am Domplatz. Die Eltern der beiden Kinder sind bei einem Autounfall ums Leben gekommen, seitdem wohnen die Waisen bei ihrem geschichtsvernarrten und fortschrittsfeindlichen Großvater, der gutmütigen Haushälterin Carry Bowles, genannt Bowley, und deren erwachsenem Sohn Harry.
Im ersten Roman Zauberei im alten Haus bekommen die Hubbles über die Sommerferien Besuch von den drei Nichten und Neffen Bowleys: der zehnjährigen Charlotte, ihrem Zwillingsbruder Jonathan und dem vierjährigen Peter Vaughan. Die anfänglich unwillkommenen Besucher kommen schnell hinter das Geheimnis der zwei Hubble-Kinder: Im Keller der tratschsüchtigen Nachbarin Miss Trinket, der durch einen unterirdischen Geheimgang aus einem im Garten der Hubbles stehenden Turm zu erreichen ist, führen sie „Experimente“ durch, durch die sie sich in Tiere verwandeln, fliegen oder in die Vergangenheit reisen können. Angeleitet werden die Geschwister durch ein altes Buch, das Zaubersprüche und Rezepte für Zaubertränke enthält, aber deren Auswirkungen nur unzureichend beschreibt. Alarich hatte es auf dem Marktplatz von einem sonderbaren kleinen Mann gekauft hat, den er danach nie wieder gesehen hat. Nach ihrer Entdeckung gründen die Hubbles und die Vaughans den „Forscherklub“ (im englischen Original "the Boffins' Club"), in den sie schließlich auch den Großvater aufnehmen. Zusammen erleben sie einige Abenteuer, die sich vor allem aufgrund der stets etwas unvorhersehbar endenden Zaubereien entwickeln. So bringen sie im zweiten Roman Zauberreise in die Steinzeit versehentlich ein junges Flusspferd aus der Vergangenheit mit, das für einigen Wirbel in der Kleinstadt sorgt. Der dritte Roman The Hubbles and the Robot handelt von einer Zeitreise in die Zukunft.

## Werke
- Hubble's Bubble. Illustrated by John Sergeant, Chatto & Windus, London 1964

- Zauberei im alten Haus. Illustriert v. Karlheinz Groß. Ins Dt. übertr. v. Sybil Gräfin Schönfeldt, Union, Stuttgart 1971
- Zauberei im alten Haus. Illustriert v. Karlheinz Groß u. Sabine Wilharm. Ins Dt. übertr. v. Sybil Gräfin Schönfeldt, Carlsen, Hamburg 2008, ISBN 978-3-938899-38-0 (Neuauflage in der ZEIT-Edition "Fantastische Geschichten für junge Leser")

- The Hubbles' Treasure Hunt. Illustrated by John Sergeant, Chatto & Windus, London 1965

- Zauberreise in die Steinzeit. Illustriert v. Karlheinz Groß. Ins Dt. übertr. v. Sybil Gräfin Schönfeldt, Union, Stuttgart 1973

- The Hubbles And The Robot. Illustrated by John Sergeant, Chatto & Windus, London 1968 (Nicht ins Dt. übertr.)